# سوفي رينولدز
سوفي رينولدز (بالإنجليزية: Sophie Reynolds)‏ هي ممثلة أمريكية، ولدت في 2 أبريل 1999 في كاليفورنيا في الولايات المتحدة.

## وصلات خارجية
- سوفي رينولدز على موقع IMDb (الإنجليزية)
- سوفي رينولدز على موقع ميتاكريتيك (الإنجليزية)
- سوفي رينولدز على موقع روتن توميتوز (الإنجليزية)
- سوفي رينولدز على موقع قاعدة بيانات الأفلام العربية
- سوفي رينولدز على موقع ألو سيني (الفرنسية)
- سوفي رينولدز على موقع تيرنر كلاسيك موفيز (الإنجليزية)
- سوفي رينولدز على موقع قاعدة بيانات الفيلم (الإنجليزية)
- سوفي رينولدز على موقع ليتربوكسد (الإنجليزية)
- سوفي رينولدز على موقع كينوبويسك (الروسية)